# Чемпіонат світу з хокею із шайбою 2015 (жінки)
Чемпіонат світу з хокею із шайбою 2015 (жінки) — 16-й чемпіонат світу з хокею із шайбою ІІХФ, який проходив у Швеції з 28 березня по 4 квітня 2015 року. Матчі відбувалися у місті Мальме. Швеція вже вдруге приймала чемпіонат світу, перший відбувся у 2005.

## Попередній раунд

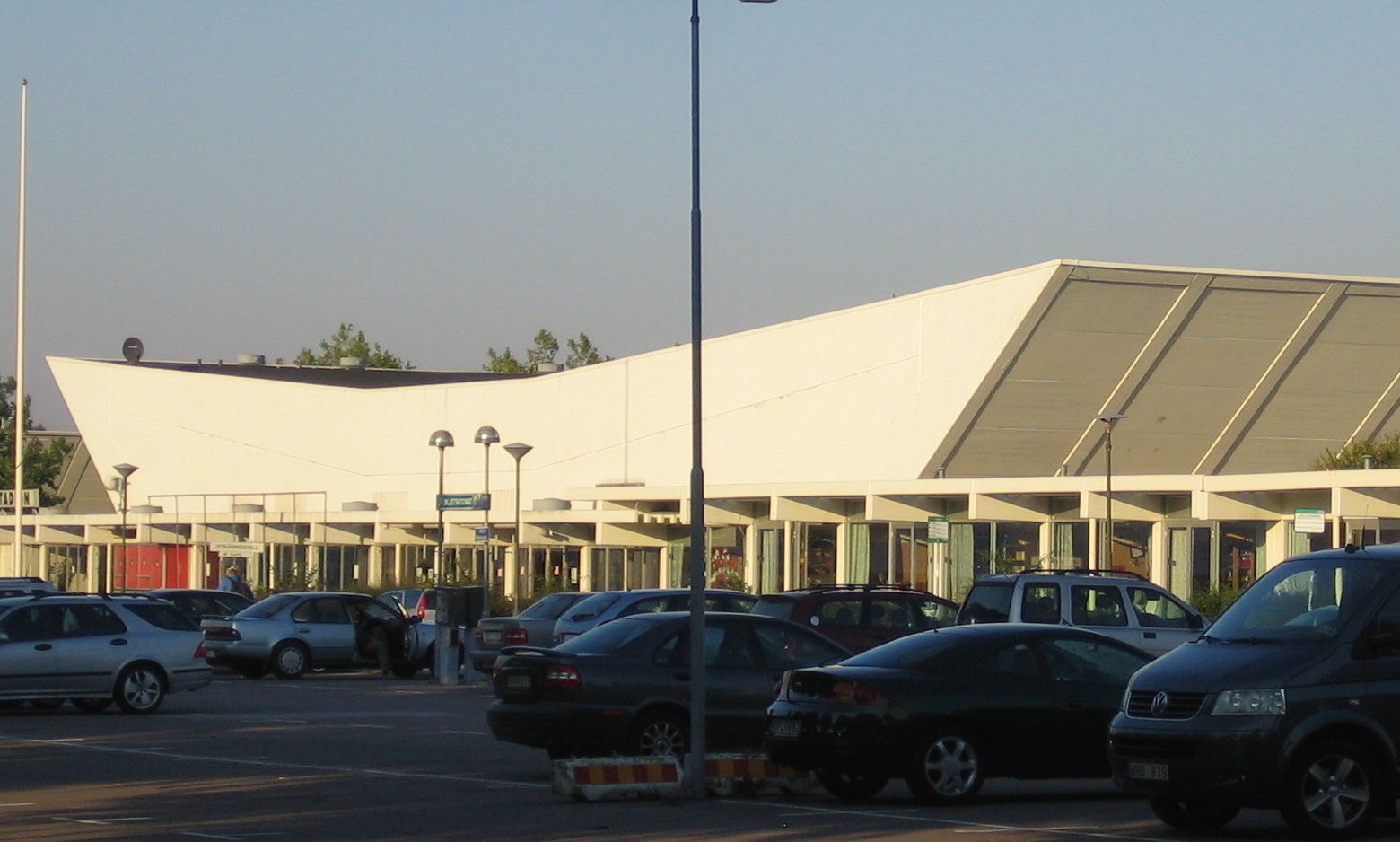
Одна з арен чемпіонату «Мальме Ісстадіон»

### Група А
| М  | Збірна    | І | В | ВО | ПО | П | Ш    | О | США | Канада | Фінляндія | Росія   |
| -- | --------- | - | - | -- | -- | - | ---- | - | --- | ------ | --------- | ------- |
| 1. | США       | 3 | 3 | 0  | 0  | 0 | 17:5 | 9 |     | 4-2    | 4-1       | 9-2     |
| 2. | Канада    | 3 | 2 | 0  | 0  | 1 | 12:6 | 6 | 2-4 |        | 6-2       | 4-0     |
| 3. | Фінляндія | 3 | 0 | 1  | 0  | 2 | 6:12 | 2 | 1-4 | 2-6    |           | 3-2 (Б) |
| 4. | Росія     | 3 | 0 | 0  | 1  | 2 | 4:16 | 1 | 2-9 | 0-4    | 2-3 (Б)   |         |

### Група В
| М  | Збірна    | І | В | ВО | ПО | П | Ш    | О | Швеція  | Швейцарія | Японія  | Німеччина |
| -- | --------- | - | - | -- | -- | - | ---- | - | ------- | --------- | ------- | --------- |
| 1. | Швеція    | 3 | 2 | 0  | 1  | 0 | 10:6 | 7 |         | 3-2       | 3-4 (Б) | 4-0       |
| 2. | Швейцарія | 3 | 2 | 0  | 0  | 1 | 10:5 | 6 | 2-3     |           | 3-0     | 5-2       |
| 3. | Японія    | 3 | 1 | 1  | 0  | 1 | 6:6  | 5 | 4-3 (Б) | 0-3       |         | 2-0       |
| 4. | Німеччина | 3 | 0 | 0  | 0  | 3 | 2:11 | 0 | 0-4     | 2-5       | 0-2     |           |

## Втішний раунд
- Японія —  Німеччина 3:2 OT (0–1, 1–1, 1–0, 1–0)
- Німеччина —  Японія 1–2 OT (0–1, 1–0, 0–0, 0–1)

## Фінальний раунд

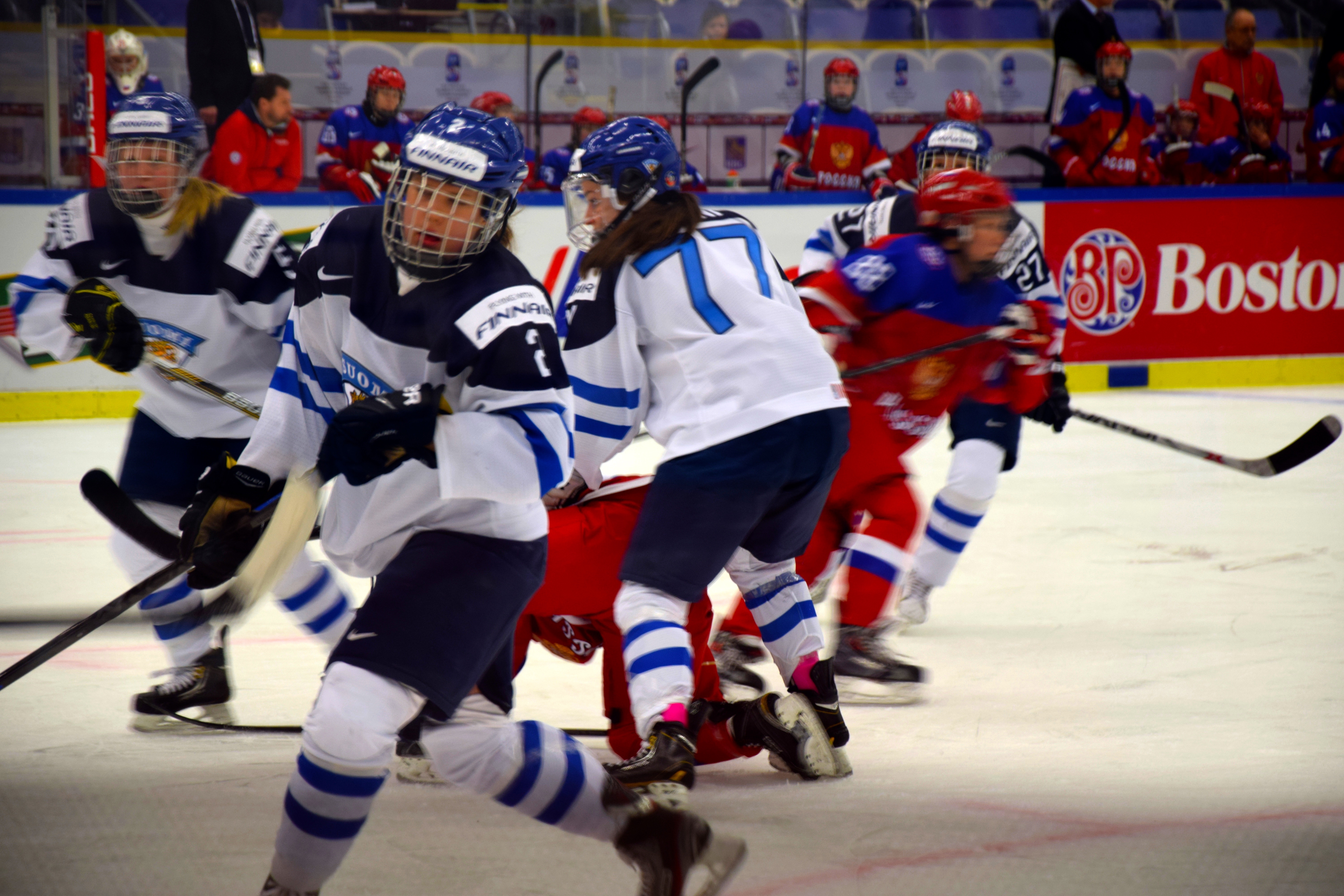
Фінляндія - Росія

### Чвертьфінали
- Фінляндія —  Швейцарія 3–0 (1–0, 0–0, 2–0)
- Росія —  Швеція 2–1 (0–0, 0–1, 2–0)

### Півфінали
- США —  Росія 13–1 (4–1, 6–0, 3–0)
- Канада —  Фінляндія 3–0 (1–0, 0–0, 2–0)

### Матч за 3-є місце
- Фінляндія —  Росія 4–1 (2–0, 1–0, 1–1)

### Фінал
- США —  Канада 7–5 (4–2, 1–3, 2–0)

## Підсумкова таблиця
|   | США       |
|   | Канада    |
|   | Фінляндія |
| 4 | Росія     |
| 5 | Швеція    |
| 6 | Швейцарія |
| 7 | Японія    |
| 8 | Німеччина |

## Бомбардири
| Гравець          | І | Г | П | О  | +/− | ШХ | Поз |
| ---------------- | - | - | - | -- | --- | -- | --- |
| Гіларі Найт      | 5 | 7 | 5 | 12 | +8  | 6  | Ф   |
| Бріанна Декер    | 5 | 5 | 6 | 11 | +8  | 0  | Ф   |
| Aннa Боргквіст   | 4 | 5 | 3 | 8  | +6  | 2  | Ф   |
| Жослін Ламур'є   | 4 | 5 | 3 | 8  | +3  | 2  | Ф   |
| Наталі Спунер    | 5 | 4 | 3 | 7  | +6  | 6  | Ф   |
| Кендалл Койн     | 5 | 3 | 4 | 7  | +8  | 0  | Ф   |
| Aннe Шлепер      | 4 | 1 | 6 | 7  | +4  | 2  | З   |
| Монік Ламур'є    | 5 | 1 | 6 | 7  | +7  | 2  | З   |
| Еріка Грам       | 4 | 4 | 2 | 6  | +7  | 2  | Ф   |
| Марі-Філіп Пулен | 5 | 3 | 3 | 6  | +4  | 2  | Ф   |

Джерело: IIHF.com [Архівовано 7 листопада 2020 у Wayback Machine.]

## Найкращі воротарі
| Гравець         | ЧНЛ    | ГП | КД   | СП  | %ВК   | ША |
| --------------- | ------ | -- | ---- | --- | ----- | -- |
| Флоренс Шеллінг | 236:13 | 7  | 1.78 | 118 | 94.07 | 1  |
| Нана Фудзімото  | 315:32 | 8  | 1.52 | 128 | 93.75 | 1  |
| Меєрі Райсанен  | 301:27 | 10 | 1.99 | 148 | 93.24 | 1  |
| Енн-Рене Деб'єн | 140:00 | 4  | 1.71 | 58  | 93.10 | 2  |
| Івонне Шредер   | 127:00 | 4  | 1.89 | 49  | 91.84 | 0  |

Джерело: IIHF.com [Архівовано 9 квітня 2015 у Wayback Machine.]

## Нагороди
Найкращі гравці, обрані дирекцією ІІХФ
- Найкращий воротар:  Нана Фудзімото
- Найкращий захисник:  Єні Гійрікоскі
- Найкращий нападник:  Гіларі Найт

Джерело: IIHF.com [Архівовано 9 квітня 2015 у Wayback Machine.]
- MVP:  Гіларі Найт

Найкращі гравці, обрані ЗМІ
- Найкращий воротар:  Меєрі Райсанен
- Найкращі захисники:  Монік Ламур'є —  Єні Гійрікоскі
- Найкращі нападники:  Бріанна Декер —  Гіларі Найт —  Наталі Спунер